# Kretã Kaingang
Romancil Gentil Kretã (Mangueirinha, 1972), más conocido como Kretã Kaingang, es un líder indígena y defensor de derechos de los pueblos originarios del pueblo cáingang de Brasil. Es cacique de la aldea Tupã Nhe'é Kretã del municipio de Morretes en el estado de Paraná. Es uno de los fundadores del Acampamento Terra Livre (ATL) y de la Articulación de los Pueblos Indígenas del Sur de Brasil (ARPINSUL), de la que es coordinador ejecutivo y que forma parte de la Articulação dos Povos Indígenas do Brasil (APIB).
Fue candidato en 2022 a diputado estadual en la Asamblea Legislativa de Paraná por el Partido Rede Sustentabilidade do Paraná (REDE-PR).

## Biografía
Romancil Gentil Kretã nació en la Tierra Indígena de Mangueirinha en el estado de Paraná. Es hijo del cacique Ângelo Kretã, uno de los principales líderes indígenas durante la dictadura militar en Brasil de la década de 1970 y asesinado en 1980. Al igual que su padre, lleva el nombre heredado de "Kretã", otorgado a algunos líderes Kaingang de Mangueirinha, su significado está vinculado a liderazgo y se ha traducido como «el que mira sobre la montaña ve más alto».
Luego de la muerte de su padre, fue criado por su abuelo, Chico Luís dos Santos, destacado líder de las asambleas indígenas y constituyentes. A los dieciséis años, Romancil decidió abandonar Mangueirinha por desacuerdos con el nuevo jefe. Vagó por algún tiempo por el interior de Santa Catarina y Paraná hasta instalarse en la ciudad de São Miguel do Oeste. En esta ciudad, trabajó en la construcción como sirviente y albañil, se alistó en el ejército y, luego de cumplir con sus obligaciones militares, decidió ir a Curitiba. En Curitiba recibió la visita de su abuelo:

Mi abuelo dijo que debía regresar a Mangueirinha, porque esa vida allá en la ciudad era muy humillante para el hijo de un gran líder, para un Kretã, y me preguntó, ¿sabes quién eres? ¿Sabes qué es un Kretã? Bueno, hoy les voy a contar esta historia. Al final de la historia que trataba sobre mi padre y mis antepasados, la lucha por la tierra en Mangueirinha, él dijo que debía regresar y prepararme para liderar a mi pueblo como jefe en Mangueirinha y luego convertirme en líder estatal.

Tres meses después de la muerte de su abuelo Chico Luís dos Santos regresó a Mangueirinha. En el proceso de conquista de la aldea Kakané Porã retomó su papel de cáingang, y la predicción de su abuelo estuvo a punto de hacerse realidad. En otras palabras, es en el movimiento indígena de Curitiba y en la lucha de los indígenas por un pedazo de tierra en la capital de Paraná, donde Romancil Kretã no sólo se reencontró como cáingang sino también como líder indígena. Romancil fue uno de los organizadores de esta acción de lucha por la tierra, cofundador y presidente de la asociación denominada ORCCIP CURIM (Organización para el Rescate Crítico de la Cultura Indígena de Curitiba y la Región Metropolitana). La lucha por la tierra en Curitiba tuvo un resultado exitoso: treinta y siete familias se establecieron en la aldea Kakané Porã. Este movimiento le dio visibilidad a Romancil ante el movimiento indígena nacional, que a raíz de esta acción, fue invitado a un curso de capacitación ofrecido por COAIB (Coordinadora de Organizaciones Indígenas de la Amazonía Brasileña).
Al regresar a Curitiba, se le encomendó la tarea de construir una organización indígena similar a COIAB que reuniría a las etnias del sur de Brasil. Junto a varios líderes indígenas, impulsaron una serie de reuniones con el objetivo de crear ARPINSUL (Articulación de los Pueblos Indígenas del Sur de Brasil).